# De bedreigde Mirage F1
De bedreigde Mirage F1 (Frans: Menace sur Mirage F1) is het eerste album uit de Franco-Belgische strip spin-off Tanguy en Laverdure Classic. 
Het scenario van de strip is van de in 1989 overleden Jean-Michel Charlier en is een bewerking van zijn roman uit 1971 L'avion qui Tuait ses Pilotes. Dit is het eerste deel van een tweeluik dat zijn vervolg kreeg in Het vliegtuig dat zijn piloten vermoordde. De strip is niet als volgend nummer in de originele reeks uitgebracht maar onder de noemer Classic omdat het verhaal zich afspeelt begin jaren zeventig, terwijl de originele strip de opschuivende tijdlijn volgt. 

## Het verhaal
Tanguy en Laverdure voeren testvluchten uit met de Mirage F1 en leidden daarbij piloten uit andere landen op, Stinson uit Amerika, Lübbe uit Duitsland, Jorgens uit Zuid-Afrika en Ruggieri uit Italië. Tijdens de vluchten loopt niet alles even vlot en Stinson denkt dat de vliegtuigen gewoon niet voldoen. Langzaamaan vermoed Tanguy sabotage. Het verhaal eindigt met de crash van het toestel van Ruggieri.